# 岡村和義
岡村 和義（おかむら かずよし、1958年1月1日 - ）は、埼玉県出身の自動車チューナー。SUPER GTのGT300クラスやD1グランプリにも参戦していたレーサーという一面も持つ。チューニングショップ・ヤシオファクトリー代表。東京電機大学中退。
愛称は「岡ちゃん」。D1GP単走においてはタイムアタックなどで培ったテクニックを生かし、速度とキレのあるドリフトを見せていた。

## 略歴
2001年にD1グランプリでシリーズチャンピオンを獲得した谷口信輝が使用していたS15シルビアは、岡村が製作したものであった。
2006年からはチューナーの他にドリフトドライバーとしての活動も開始し、D1ストリートリーガル（D1SL）に参戦。すぐに上位選手に数えられるまでになった。特に2006年度第4戦のオートポリス戦では、決勝で萩迫貴史とのサドンデスの末、ダブルクラッシュに見舞われたものの、同時優勝という形で自身初優勝を飾った。その年はシリーズランキングでも3位に食い込み、最後までチャンピオン争いを沸かせた選手のひとりに数えられた。
2007年に入ると、より上位クラスであるD1GPにも日産・シルビア（S15）で参戦。第3戦の鈴鹿サーキットではベスト8にて熊久保信重と激しく争い、惜しくも勝利こそならなかったものの、その敢闘ぶりは称えられた。2007シーズン終了時での順位は18位、ポイントも13ポイントを獲得した。一方、D1SLではシーズン途中から日産・フェアレディZ（Z33）に乗り換えたが、マシントラブルが相次ぎ、不完全燃焼でシーズンを終えた。
2008年はD1GP第1戦エビスにS15シルビアで参戦した際、クラッシュに見舞われて全損。第2戦富士にはPS13シルビアで参戦し自身初の単走100点を記録。第6戦エビスにはタイムアタック用に製作されていたS15シルビアで参戦した。
2011年にはSUPER GTのGT300クラスで東名スポーツの360号車からの参戦が決定。マシンはシボレー・コルベットGT3、パートナーはスーパー耐久などで活躍する田中篤という体制で挑む。
また、2011年からはドリフトマッスルに参戦していた。2014年からは選手会長を務めた。2015年には第1・2戦で2連勝を果たしている。

## エピソード
- 生粋のシルビアマニアであり、ヤシオファクトリーからSR20DET用のオリジナルパーツを多く販売している。
- GT-R嫌いのイメージが先行しがちだが、GT-R専門誌から取材を受ける程チューニングも得意としており、そのノウハウを元にシルビアのチューニングに活かされている。
- 千代勝正が所有するS15シルビアのメンテナンスを担当している[3]。

## レース戦績

### SUPER GT
| 年     | チーム       | 使用車両                          | クラス | 1      | 2      | 3   | 4       | 5   | 6   | 7   | 8   | 順位 | ポイント |
| ------ | ------------ | --------------------------------- | ------ | ------ | ------ | --- | ------- | --- | --- | --- | --- | ---- | -------- |
| 2011年 | TOMEI SPORTS | キャラウェイ コルベット Z06.R GT3 | GT300  | OKA 18 | FSW 17 | SEP | SUG DNQ | SUZ | FSW | AUT | TRM | NC   | 0        |